# Max Roepell
Max Roepell (ur. 24 sierpnia 1841 w Halle, zm. 2 marca 1903 w Poznaniu) – niemiecki prawnik i urzędnik kolejowy.

## Życiorys
Urodził się jako syn Richarda Roepella, historyka. Uczęszczał do gimnazjum we Wrocławiu, studiował prawo na uniwersytetach – w Halle (1860-) i we Wrocławiu (1861-). Zdał egzamin na asesora sądowego (1870). Służbę wojskową odbył w 23 pułku piechoty i 3 pułku Grenadierów Gwardii (Königin Elisabeth Garde-Grenadier-Regiment Nr. 3); jako oficer rezerwy wziął udział w kampaniach 1866 i 1870-1871; kpt. rezerwy.
Po wstąpieniu do pruskiej administracji kolejowej Roepell był urzędnikiem w Dyrekcji Pruskiej Kolei Wschodniej (Direktion der Preußischen Ostbahn) w Bydgoszczy (1872-), członkiem Dyrekcji Kolei Wschodniej (1875-), przewodniczącym Komisji Kolejowej w Toruniu (Eisenbahnkommission in Thorn) (1877-), członkiem Zarządu Towarzystwa Kolei Kolonia-Minden (Köln-Mindener Eisenbahn-Gesellschaft) w Kolonii (1880-), członkiem Zarządu Dyrekcji Kolei we Wrocławiu (1880-), dyrektorem Biura Operacyjnego Wrocław-Meziměstí (Betriebsamt Breslau-Halbstadt) (1885-), ponownie członkiem Zarządu Dyrekcji Kolei we Wrocławiu (1893-) i pełni funkcję prezesów – Dyrekcji Kolei w Katowicach (1895-1898), ostatnio Dyrekcji Kolei w Poznaniu (1898-1902).